# Europa (Label)

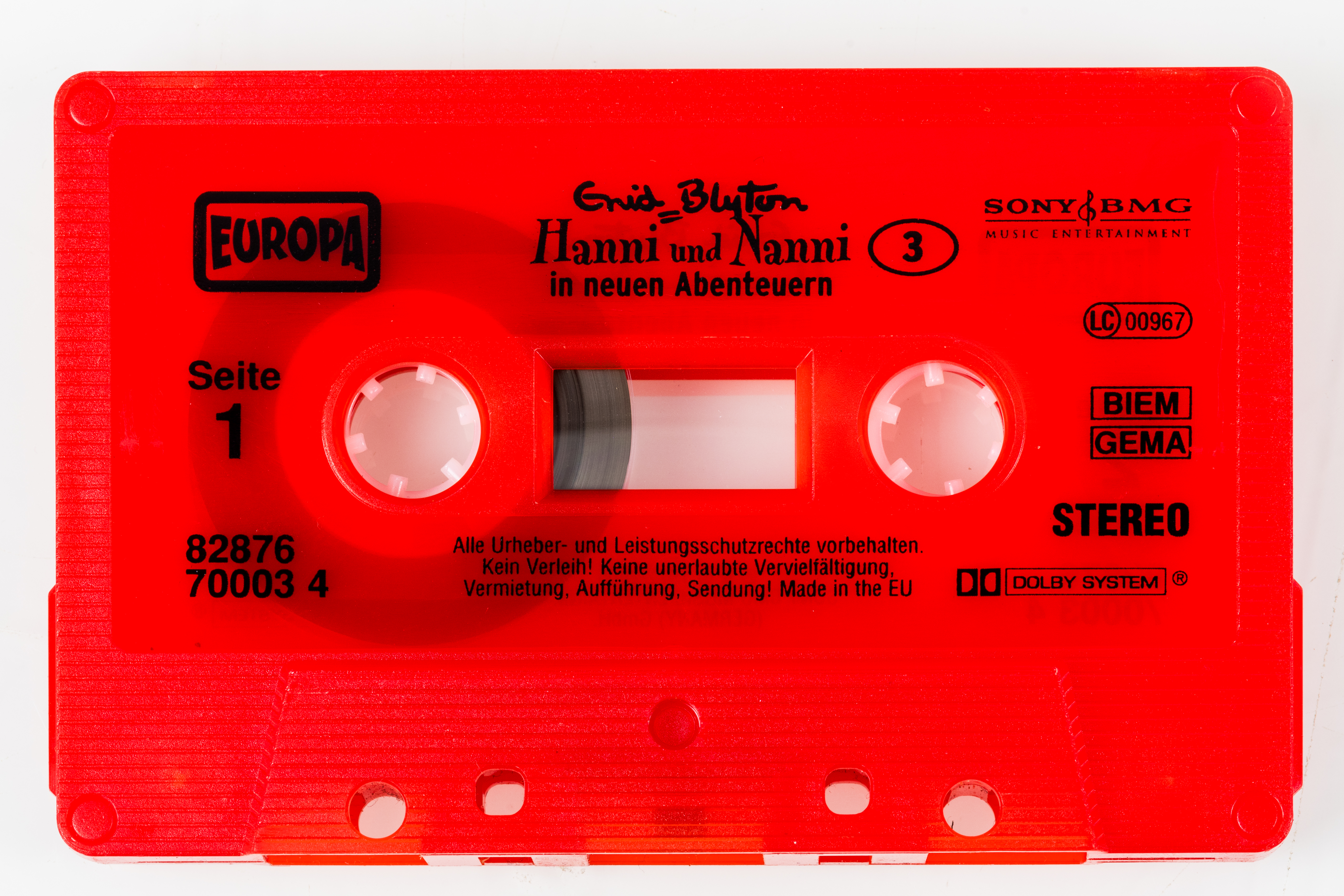
Hörspielkassette von Enid Blyton: „Hanni und Nanni in neuen Abenteuern 3“

Europa (eigene Schreibweise: EUROPA, Labelcode 00967) ist ein Hörbuchverlag, unter dem das Quickborner Unternehmen Miller International Schallplatten GmbH seit 1965 sehr erfolgreich Hörspiele für Kinder und Jugendliche produziert und veröffentlicht.
Europa ist heute ein Label der Sony Music Entertainment Germany GmbH.

## Geschichte

### Gründung als Miller International
Im Jahr 1961 gründete der US-Amerikaner David L. Miller zusammen mit Andreas Beurmann und Wilhelm Wille in Hamburg die Miller International Schallplatten GmbH. Miller hatte 1957 das Orchester 101 Strings mit Musikern der Hamburgischen Staatsoper und der Hamburger Symphoniker geschaffen. Dieses spielte Unterhaltungsmusik, Tanzmusik, Evergreens und volkstümliche Klassik auf Schallplatten ein, die auf dem US-amerikanischen Markt zu einem äußerst günstigen Preis vertrieben wurden. Das Konzept war sehr erfolgreich, und Miller wollte mit der Gründung von Miller International zusätzlich den deutschen Markt erreichen. Zu Beginn wurden neben den Musikalben auch erste Märchenlesungen unter Millers Label Somerset vertrieben.

### Einführung des Labels Europa
Das Label Europa inkl. des damals noch rechteckigen Markenzeichens wurde maßgeblich erdacht von Andreas Beurmann. Zu dieser Zeit des Kalten Krieges waren Deutschland und auch Europa geteilt und die Idee stand in engem Zusammenhang mit seinem Wunsch eines vereinten Europas, welches damals noch in weiter Ferne schien. Ab 1965 verkaufte Miller International in Deutschland unter diesem neuen Label seine Schallplatten für den Einheitspreis von fünf Mark und unterbot die zu diesem Zeitpunkt üblichen Preise von zwölf bis 25 Mark für vergleichbare Produktionen erheblich. Aufgrund des dadurch eintretenden Erfolgs wuchs das Unternehmen, und der Firmensitz wurde von Hamburg in ein größeres Gebäude in der nahe gelegenen Gemeinde Quickborn verlegt. 1966 wurde die EUROPA-Kinderserie eingerichtet. Anfangs hielt sich der Erfolg der darin veröffentlichten Märchenlesungen und Abenteuerhörspiele noch in Grenzen, da sie für die Kinder und Eltern der damaligen Zeit eine Neuheit darstellten. Sie wurden etwa als elektrische Großmutter verspottet. Erster offizieller Titel der Serie ist Struwwelpeter, gelesen von Hans Paetsch.

### Krise und Renaissance

Logo bis 2015

Ab dem Ende der 1980er Jahre geriet die Hörspielproduktion wegen schlechter Verkaufszahlen ins Stocken. Hauptgrund war eine Interessenverschiebung der Kinder und Jugendlichen, da Computerspiele immer mehr in den Vordergrund rückten. Anfang der 1990er Jahre wurden praktisch nur noch Die-drei-???- und TKKG-Hörspiele produziert.
Ab Ende der 1990er Jahre erlebten die Hörspiele eine Renaissance. Durch das aufkommende Internet konnten die „Hörer von damals“ sich austauschen, und das Interesse an alten Hörspielen und Neuproduktionen stieg stark an. Ein Zeugnis dafür war auch die immense Anzahl von Kassetten und Langspielplatten, die auf Trödelmärkten angeboten wurden. Die zumeist hohen Preise ermöglichten einen erneuten Hörspielboom.
Ab dem Jahr 1999 legte Europa die alten Hörspiele unter dem Motto Rückkehr der Klassiker mit Erfolg neu auf. Bei der Neuauflage dieser „Klassiker“-Hörspiele wurden jedoch bei einigen Titeln aufgrund von Rechtsstreitigkeiten Zwischenmusiken ersetzt. Dies stieß bei vielen Fans auf Ablehnung, da für sie diese Musik die besondere dramaturgische Atmosphäre in den Hörspielen ausmachte, die nun fehlte. Denn viele der alten Fans kannten diese „Klassiker“-Hörspiele, in der ursprünglich untermalten Version, schon seit ihrer Kindheit.
Zusätzlich gab es ein großes Interesse an der Serie Die drei ???, dem Flaggschiff des Labels. Neue Serien wurden allerdings nur für die ganz jungen Hörer produziert.
Europa brachte im Oktober 2005 nach längerer Zeit wieder eine neue Serie auf den Markt. Die Serie Teufelskicker startete mit drei Folgen als offizielles Lizenzprodukt zur Fußball-Weltmeisterschaft 2006, dem weitere drei folgten. Die Hörspiele werden nach Vorlage der gleichnamigen Bücher von Frauke Nahrgang produziert.
Aufgrund eines Lizenzstreits mit Franckh-Kosmos, dem Verlag der Die-drei-???-Bücher, wurde die erfolgreiche Hörspielserie im November 2006 von DiE DR3i abgelöst. Erst nach monatelangem Rechtsstreit wurde ab dem 4. April 2008 die Serie Die drei ??? mit den Folgen 121 und 122 wieder fortgesetzt und die Serie Die Dr3i eingestellt.
Im Sommer 2019 gab der Verlag eine langfristige Kooperation mit Playmobil bekannt, die mit einem Hörspiel zum Playmobil-Kinofilm beginnt. Bei der Zusammenarbeit sollen Playmobil-Hörspielreihen in mehreren Ländern und Sprachen entstehen, u. a. England, Frankreich und Spanien.

## Erscheinungsform
Europa gab im September 2011 bekannt, dass ab 2012 keine Hörspiele mehr auf Audiokassette produziert werden. Diese werden dann nur noch auf CD und als MP3-Download erhältlich sein. Lediglich die Detektivserie Die drei ??? wird aufgrund der relativ großen Nachfrage weiterhin auf Audiokassette erscheinen. Gründe der Einstellung sind zum einen die immer geringer werdende Nachfrage nach Audiokassetten und zum anderen die Einstellung der Produktion von Magnettonbändern.

## Regisseure
Die Hörspielproduktion von Europa in den Jahren von 1966 bis 1973 wurde von drei Regisseuren geprägt. Seit 1973 ist Heikedine Körting für die Hörspielproduktion vieler Serien verantwortlich. Nach Körtings Übernahme des Regiestuhls überflügelten die Hörspiele in ihrer wirtschaftlichen Bedeutung für das Unternehmen die Musikproduktionen endgültig. 1974 musste aufgrund der ersten Ölkrise erstmals der Einheitspreis der Tonträger von fünf auf sechs Mark erhöht werden.

### Sieglinde Dziallas
Die damalige Lebensgefährtin von Mitgründer Andreas Beurmann, Sieglinde Dziallas, führte von 1966 bis 1968 unter dem Pseudonym Claudius Brac Regie. Beurmann konnte im Laufe der Zeit immer mehr Hamburger Bühnenschauspieler für die Hörspiele gewinnen, und so waren in den ersten Jahren Schauspieler wie Hans Paetsch, Benno Gellenbeck, Peter Folken, Horst Fleck und Marga Maasberg zu hören. Dziallas und Beurmann nahmen auch die Bearbeitungen der Buchvorlagen vor.

### Konrad Halver
1968 starb Sieglinde Dziallas überraschend, und Beurmann zog sich vorerst aus der aktiven Hörspielproduktion zurück. Konrad Halver übernahm die Regie und Vorlagenbearbeitung. Unter seiner Ägide wurden neben einer Hörspiel-Fassung der Winnetou-Serie mit ihm selbst in der Hauptrolle etwa 75 Hörspiele produziert und veröffentlicht. Die spätere Hauptregisseurin Heikedine Körting begann unter Konrad Halver mit den Hörspielskripten Die kleine Seejungfrau und Die Schneekönigin ihre Karriere bei Europa. Konrad Halver verließ Europa im Jahr 1972.

### Dagmar von Kurmin
Konrad Halvers Nachfolgerin auf dem Regiestuhl war Dagmar von Kurmin. In der kurzen Zeit ihrer Regie bis 1973 erschienen 15 Hörspiele, darunter einige weitere Karl-May-Vertonungen und eine Hörspiel-Fassung von Moby-Dick.

### Heikedine Körting
Im Jahr 1973 übernahm Heikedine Körting, die neue Lebensgefährtin und spätere Ehefrau von Andreas Beurmann, nach ihrem Einstand 1969 die nahezu alleinige Regie bei den Europa-Hörspielen und ist bis heute in dieser Position. Bis 1985 erschienen unter ihrer Leitung 1.200 Hörspiele. Ihre Produktionen erhielten zahlreiche Goldene und Platin-Schallplatten.

## Produktionen
- Hui Buh, das Schlossgespenst (1973–1983)
- Die Hexe Schrumpeldei (1973–1979)
- Käptn Knaller (1973)
- Perry Rhodan (1973–74, 1983–84)
- Hanni und Nanni (1972–76, 1986–87, seit 2000)
- Commander Perkins (1976–1982)
- Enid Blytons Rätsel um… (1976–1980)
- Fünf Freunde (1978–83, 1988–91, seit 1999)
- Burg Schreckenstein (1978)
- Sindbad (1978)
- Trixie Belden (1978–1980)
- Die drei ??? (1979–2005, seit 2008)
- Bille und Zottel (1980)
- Die verwegenen Vier (1980)
- TKKG (seit 1981)
- Flash Gordon (1981–1982)
- Die Funk-Füchse (1981)
- Die Gruselserie (1981–1982, seit 2019)
- Sherlock Holmes (1982)
- Edgar Wallace (1983)
- Larry Brent (1983–1986, 2003)
- Macabros (1983–1984)
- Abenteuer-Serie (1983)
- Tom und Locke (1983–1984)
- Dämonenkiller (1984)
- Flitze Feuerzahn (1984–1987)
- Pizzabande (1984–1995)
- Masters of the Universe (1984–1988)
- Princess of Power (1985)
- Asterix (1986–1992)
- Marshall Bravestarr (1987)
- Regina Regenbogen (1987)
- Schloß-Trio (1988–1989)
- Knight Rider (1989–1990)
- Wendy (1989–1993)
- Hexe Lilli (1994)
- Tiger-Team (1997–2000)
- Bob der Baumeister (2001–2015, seit 2016)
- Thomas und seine Freunde (2005–2013)
- DiE DR3i (2006–2007)

## Aktuelle Produktionen
Während die erfolgreichen großen Hörspielserien (Die drei ???, TKKG, Fünf Freunde etc.) weiterhin unter der Leitung von Heikedine Körting entstehen, setzt Europa bei neuen Serien vermehrt auf verschiedene Tonstudios und Regisseure.
| Serie                        | Regie                             | Jahr                            |
| ---------------------------- | --------------------------------- | ------------------------------- |
| Fünf Freunde                 | Heikedine Körting                 | 1978–1983, 1988–1991, seit 1999 |
| Die drei ???                 | Heikedine Körting                 | 1979–2005, seit 2008            |
| TKKG                         | Heikedine Körting                 | seit 1981                       |
| Gruselserie                  | Heikedine Körting                 | 1981–1982, seit 2019            |
| Die Teufelskicker            | Thomas Karallus                   | seit 2005                       |
| Hui Buh, das Schlossgespenst | Simon Bertling, Christian Hagitte | seit 2008                       |
| Die drei !!!                 | Thomas Karallus                   | seit 2009                       |
| Die drei ??? Kids            | Ulf Blanck                        | seit 2009                       |
| Filly                        | Thomas Karallus                   | seit 2011                       |
| Kati & Azuro                 | Thomas Karallus                   | seit 2011                       |
| Die Punkies                  | Thomas Karallus                   | seit 2016                       |
| Der kleine Hui Buh           | Simon Bertling, Christian Hagitte | seit 2016                       |
| Die Fuchsbande               | Johanna Steiner                   | seit 2017                       |
| Schlau wie vier              | Thomas Karallus                   | seit 2017                       |
| TKKG Junior                  | Frank Gustavus                    | seit 2018                       |

## Weitere Mitarbeiter
Einen großen Anteil am Erfolg der Europa-Hörspiele in den 1970er bis 1980er Jahren hatten auch die vielen Hörspiel-Skripte und Vorlagenbearbeitungen von H. G. Francis.
Douglas Welbat, Katja Brügger und Bertram von Boxberg waren für die Drehbücher der umstrittenen und dennoch (oder gerade deswegen) erfolgreichen Serien Macabros und Larry Brent verantwortlich. Welbat führte bei diesen zur damaligen Zeit einzigartigen Horror-Thriller-Hörspielen unter dem Pseudonym Charly Graul Regie und übernahm in Macabros auch die Hauptrolle.
Peter Lerf schrieb und produzierte für Europa die erste Staffel von Dragonbound. Europa zeigte sich an einer zweiten Staffel nicht interessiert, seitdem vertreibt Peter Lerf die Serie unter dem Hörspiellabel Gigaphon selbst. 2024 wurde bekannt, dass die Firma Holysoft die Serie übernahm und eine dritte Staffel in Arbeit ist. 
Ein anderer Aspekt war die Musik von Carsten Bohn als Untermalung für einige Europa-Hörspiele. Diesbezüglich kam es zu einem Rechtsstreit zwischen Bohn und Europa, infolge dessen seit 1986 diese Kompositionen nicht mehr in den Hörspielen verwendet werden.

## Labelzugehörigkeit
- 1965–1969: Miller International Schallplatten GmbH
- 1969–1989: Music Corporation of America (MCA); David L. Miller verkaufte Miller International an MCA, blieb dem Unternehmen bis zu seinem Tod 1985 aber als Berater verbunden.
- 1989–2004: Bertelsmann Music Group; Miller International wurde 1989 in die Entertainment-Produktsparte BMG des Bertelsmann-Konzerns integriert und firmierte seitdem als BMG Ariola Miller.
- 2004–2008: Seit der Fusion von Sony Music Entertainment mit der Bertelsmann Music Group zur Sony BMG Music Entertainment ist der Name Miller völlig verschwunden und Europa ist Teil der Produktsparte Family Entertainment des Major-Labels. Der Firmensitz wurde 2004 wieder zurück nach Hamburg verlegt. Im Oktober 2007 wurde der Firmensitz nach München verlegt. Der Umzug geht einher mit einer veränderten Ausrichtung der Unterhaltungssparte – fortan will Sony BMG Family Entertainment neben Hörspielen verstärkt auch auf den Vertrieb zugehöriger Merchandising-Produkte setzen.
- seit 2008: Die beiden Gesellschaften Bertelsmann Music Group und Sony Music Entertainment haben sich wieder getrennt. Bertelsmann hat seinen 50-prozentigen Anteil am Musikunternehmen Sony BMG an Sony abgegeben. Europa sitzt noch immer in München und gehört zur Sony Music Entertainment Germany GmbH, einer 100-prozentigen Tochter von Sony.

## Auszeichnungen
Goldene und Platin-Schallplatten
- Die drei ???: 33 × Gold; 26 × Platin und 110 × Gold im „Kids-Award“
- Fünf Freunde: 30 × Gold und 5 × Platin im „Kids-Award“
- TKKG: 21 × Gold und 1 × Platin; 21 × Gold im „Kids-Award“
- Hanni und Nanni: 12 × Gold
- Bob der Baumeister: 3 × Gold
- Masters of the Universe: 2 × Gold
- Hui Buh, das Schlossgespenst: 3 × Gold und 1 × Platin